# Yizkor
Yizkor (do hebraico "que Ele se lembre") é o serviço de finados executado no judaísmo quatro vezes ao ano — em Yom Kippur, Pessach, Shavuót e Sucót (em Shemini Atzeret) — após a leitura da Torá na sinagoga, como lembrança familiares mais próximos falecidos. Consiste em rezas pelos mortos e a recitação da oração "El Malé Rachamim". As pessoas cujos pais ainda estão vivos, saem da sinagoga durante esta cerimônia.